# Amegilla
Amegilla is een geslacht van vliesvleugelige insecten uit de familie van de bijen en hommels (Apidae). 

## Soorten
- A. acraensis (Fabricius, 1793)
- A. adamsella (Rayment, 1944)
- A. adelaidae (Cockerell, 1905)
- A. advenula (Cockerell, 1930)
- A. aerizusa (Vachal, 1903)
- A. aeruginosa (Smith, 1854)
- A. africana (Friese, 1905)
- A. albiceps (Rayment, 1951)
- A. albigena (Lepeletier, 1841)
- A. albigenella Michener, 1965
- A. albocaudata (Dours, 1869)
- A. alpha (Cockerell, 1904)
- A. amymone (Bingham, 1896)
- A. andresi (Friese, 1914)
- A. andrewsi (Cockerell, 1910)
- A. anekawarna Engel, 2007
- A. annos (Vachal, 1903)
- A. anomala (Cockerell, 1929)
- A. antimena (Saussure, 1890)
- A. arcana (Cockerell, 1936)
- A. argophenax Engel, 2007
- A. aspergina (Cockerell, 1933)
- A. asserta (Cockerell, 1926)
- A. atribasis (Cockerell, 1933)
- A. atripes (Friese, 1922)
- A. atrocaerulea (Dours, 1869)
- A. atrocincta (Lepeletier, 1841)
- A. aurata (Friese, 1911)
- A. australis (Rayment, 1944)
- A. bechuanensis (Cockerell, 1935)
- A. bequaerti (Cockerell, 1930)
- A. berylae (Rayment, 1947)
- A. binghami (Schulz, 1906)
- A. bombiformis (Smith, 1854)
- A. borneensis (Cockerell, 1910)
- A. bothai (Friese, 1911)
- A. bouwmani (Lieftinck, 1944)
- A. brookiae (Bingham, 1890)
- A. brooksi Eardley, 1994
- A. bucharica (Gussakovsky, 1935)
- A. buruensis (Cockerell, 1911)
- A. byssina (Klug, 1845)
- A. caelestina (Cockerell, 1919)
- A. caerulea (Friese, 1905)
- A. calceifera (Cockerell, 1911)
- A. caldwelli (Cockerell, 1911)
- A. calens (Lepeletier, 1841)
- A. calva (Rayment, 1935)
- A. camelorum (Cockerell, 1911)
- A. cana (Walker, 1871)
- A. candens (Pérez, 1879)
- A. candida (Smith, 1879)
- A. candidella (Priesner, 1957)
- A. canifronoides Brooks, 1988
- A. canifrons (Smith, 1854)
- A. capensis (Friese, 1905)
- A. capeverdensis Brooks, 1988
- A. centralis (Cockerell, 1930)
- A. cincta (Fabricius, 1781)
- A. cinctofemorata (Sichel, 1869)
- A. cingulata (Fabricius, 1775)
- A. cingulifera (Cockerell, 1910)
- A. cinnyris (Lieftinck, 1944)
- A. circulata (Fabricius, 1781)
- A. comberi (Cockerell, 1911)
- A. comorensis Brooks & Pauly, 2001
- A. confusa (Smith, 1854)
- A. crocea (Klug, 1845)
- A. custos (Dalla Torre, 1896)
- A. cyanipennis (Saussure, 1890)
- A. cygni (Rayment, 1931)
- A. cymatilis Eardley, 1994
- A. cyrtandrae (Lieftinck, 1944)
- A. chlorocyanea (Cockerell, 1914)
- A. dawsoni (Rayment, 1951)
- A. deceptrix (Priesner, 1957)
- A. deltoides (Buysson, 1897)
- A. dentiventris (Rayment, 1951)
- A. disrupta (Cockerell, 1920)
- A. dohertyi (Gribodo, 1894)
- A. dulcifera (Cockerell, 1926)
- A. elegans (Smith, 1859)
- A. elephas (Lieftinck, 1944)
- A. elsei Brooks, 1988
- A. epaphrodita Brooks, 1988
- A. eritrina (Friese, 1915)
- A. expleta (Vachal, 1910)
- A. fabriciana (Rayment, 1947)
- A. fallax (Smith, 1879)
- A. farinosa (Klug, 1845)
- A. fasciata (Fabricius, 1775)
- A. feronia (Lieftinck, 1944)
- A. ferrisi (Rayment, 1947)
- A. ferrocincta (Cockerell, 1936)
- A. fimbriata (Smith, 1879)
- A. flammeozonata (Dours, 1869)
- A. florea (Smith, 1879)
- A. garrula (Rossi, 1790)
- A. gigas (Friese, 1922)
- A. glauca (Alfken, 1926)
- A. glycyrrhizae (Gussakovsky, 1935)
- A. godofredi (Sichel, 1869)
- A. grandiceps (Friese, 1905)
- A. grayella (Rayment, 1944)
- A. griseotecta (Cockerell, 1946)
- A. grisescens (Rayment, 1931)
- A. gussakovskyi (Popov, 1946)
- A. hackeri (Rayment, 1947)
- A. hainanensis Wu, 2000
- A. hanitschi (Meade-Waldo, 1914)
- A. harttigi (Alfken, 1926)
- A. hastula (Vachal, 1909)
- A. himalajensis (Radoszkowski, 1882)
- A. holmesi (Rayment, 1947)
- A. houstoni Brooks, 1988
- A. hypocyanea (Cockerell, 1930)
- A. imitata (Rayment, 1951)
- A. incana (Klug, 1845)
- A. insignata Brooks, 1988
- A. insularis (Smith, 1857)
- A. jacobi (Lieftinck, 1944)
- A. jamesi (Rayment, 1944)
- A. kaimosica (Cockerell, 1946)
- A. kalahari Eardley, 1994
- A. karakumensis (Gussakovsky, 1935)
- A. katangensis (Cockerell, 1930)
- A. kershawi (Rayment, 1944)
- A. korotonensis (Cockerell, 1911)
- A. kuleni Eardley, 1994
- A. langi (Cockerell, 1935)
- A. latizona (Spinola, 1838)
- A. liberica (Cockerell, 1930)
- A. lieftincki Brooks, 1988

- A. lomamica (Cockerell, 1936)
- A. longmani (Rayment, 1947)
- A. longula (Rayment, 1947)
- A. lutulenta (Klug, 1845)
- A. luzonica (Cockerell, 1914)
- A. maclachlani (Fedtschenko, 1875)
- A. macroleuca (Cockerell, 1922)
- A. maculicornis (Lepeletier, 1841)
- A. madecassa (Saussure, 1890)
- A. malaccensis (Friese, 1918)
- A. marqueti (Pérez, 1895)
- A. mauritanica (Benoist, 1950)
- A. medicorum (Cockerell, 1910)
- A. meltonensis (Rayment, 1951)
- A. mesopyrrha (Cockerell, 1930)
- A. mewiella (Rayment, 1944)
- A. michaelis (Cockerell, 1930)
- A. mimadvena (Cockerell, 1916)
- A. mimica (Rayment, 1944)
- A. modestoides Brooks, 1988
- A. mongolica Wu, 1990
- A. montivaga (Fedtschenko, 1875)
- A. mucorea (Klug, 1845)
- A. murrayensis (Rayment, 1935)
- A. murrayi (Rayment, 1944)
- A. natalensis (Friese, 1922)
- A. nigricornis (Morawitz, 1873)
- A. nigritarsis (Friese, 1905)
- A. nigroclypeata Friese, 1909
- A. nigropilosa (Friese, 1896)
- A. nila Eardley, 1994
- A. nivea (Lepeletier, 1841)
- A. niveata (Friese, 1905)
- A. niveocincta (Smith, 1854)
- A. nonconforma Brooks, 1988
- A. nubica (Lepeletier, 1841)
- A. obscuriceps (Friese, 1905)
- A. ochroleuca (Pérez, 1879)
- A. omissa (Priesner, 1957)
- A. pagdeni Lieftinck, 1956
- A. paracalva Brooks, 1993
- A. paradoxa Brooks, 1988
- A. parapulchra (Rayment, 1947)
- A. parhypate Lieftinck, 1975
- A. pendleburyi (Cockerell, 1929)
- A. penicula Eardley, 1994
- A. perasserta (Rayment, 1947)
- A. perpulchra (Rayment, 1947)
- A. potanini (Morawitz, 1890)
- A. preissi (Cockerell, 1910)
- A. proboscidea Lieftinck, 1956
- A. pseudobomboides (Meade-Waldo, 1914)
- A. pulchra (Smith, 1854)
- A. pulverea (Walker, 1871)
- A. punctata (Rayment, 1931)
- A. punctifrons (Walker, 1871)
- A. puttalama (Strand, 1913)
- A. pyramidalis (W. F. Kirby, 1900)
- A. quadrata (Cockerell, 1911)
- A. quadrifasciata (de Villers, 1789)
- A. rapida (Smith, 1879)
- A. regalis (Cockerell, 1946)
- A. rhodoscymna (Cockerell, 1905)
- A. rickae (Rayment, 1951)
- A. robinae Brooks, 1988
- A. rubricata (Rayment, 1951)
- A. rufa (Rayment, 1931)
- A. rufescens (Friese, 1911)
- A. ruficornis (Dours, 1869)
- A. rufipes (Lepeletier, 1841)
- A. salteri (Cockerell, 1905)
- A. salviae (Morawitz, 1876)
- A. samarensis (Cockerell, 1925)
- A. sapiens (Cockerell, 1911)
- A. savignyi (Lepeletier, 1841)
- A. scymna (Gribodo, 1893)
- A. semipulverosa (Dours, 1869)
- A. senegalensis (Friese, 1922)
- A. sesquicincta (Erichson, 1842)
- A. shafferyella (Rayment, 1947)
- A. sierra Eardley, 1994
- A. simbana (Cockerell, 1936)
- A. sjoestedti (Friese, 1909)
- A. socia (Klug, 1845)
- A. sordida (Rayment, 1931)
- A. sordidula (Rayment, 1931)
- A. spilostoma (Cameron, 1905)
- A. stantoni (Cockerell, 1911)
- A. subcoerulea (Lepeletier, 1841)
- A. subrussata (Cockerell, 1925)
- A. subsalteri (Rayment, 1947)
- A. subtorrida (Cockerell, 1946)
- A. sumatrana Lieftinck, 1956
- A. sybilae (Rayment, 1944)
- A. talaris (Pérez, 1895)
- A. terminata (Smith, 1879)
- A. ternatensis (Cockerell, 1910)
- A. tetrataeniata (Gribodo, 1894)
- A. thorogoodi (Rayment, 1939)
- A. torensis (Priesner, 1957)
- A. triangulifera (Cockerell, 1933)
- A. tubifera (Cockerell, 1933)
- A. urens (Cockerell, 1911)
- A. vanderysti (Cockerell, 1936)
- A. vegeta (Bingham, 1896)
- A. velocissima (Fedtschenko, 1875)
- A. velutina (Friese, 1909)
- A. vestitula (Cockerell, 1936)
- A. victoriensis (Rayment, 1951)
- A. vigilans (Smith, 1861)
- A. violacea (Lepeletier, 1841)
- A. vivida (Smith, 1879)
- A. walkeri (Cockerell, 1905)
- A. wallacei (Cockerell, 1907)
- A. whiteheadi (Cockerell, 1910)
- A. whiteleyella (Rayment, 1947)
- A. xerophila (Cockerell, 1911)
- A. yunnanensis Wu, 1983
- A. zonata (Linnaeus, 1758)